# D'Aulnis de Bourouilllaan (Baarn)
De d'Aulnis de Bourouilllaan is een laan in Baarn, in de Nederlandse provincie Utrecht.
Aan de smalle laan staan vrijstaande en dubbele middenstandswoningen uit de periode 1926-1940. Ze werden gebouwd op een verkaveld terrein van een dameskostschool. De laan verbindt de Dalweg met de Zandvoortweg.
De laan is genoemd naar de Baarnse burgemeester tussen 1897 - 1916, Ferdinand Folef d'Aulnis de Bourouill.